# 飞龙峡镇
飞龙峡镇，原为农团乡，是中华人民共和国四川省自贡市自流井区下辖的一个乡镇级行政单位。2019年9月撤销农团乡和漆树乡，设立飞龙峡镇，以原农团乡和原漆树乡所属行政区域为飞龙峡镇的行政区域，飞龙峡镇人民政府驻俞冲市街144号。

## 行政区划
飞龙峡镇下辖以下地区：
观音阁社区、红岩村、东升村、东风村、草堂村和新国村。